# Mircea Dobrescu

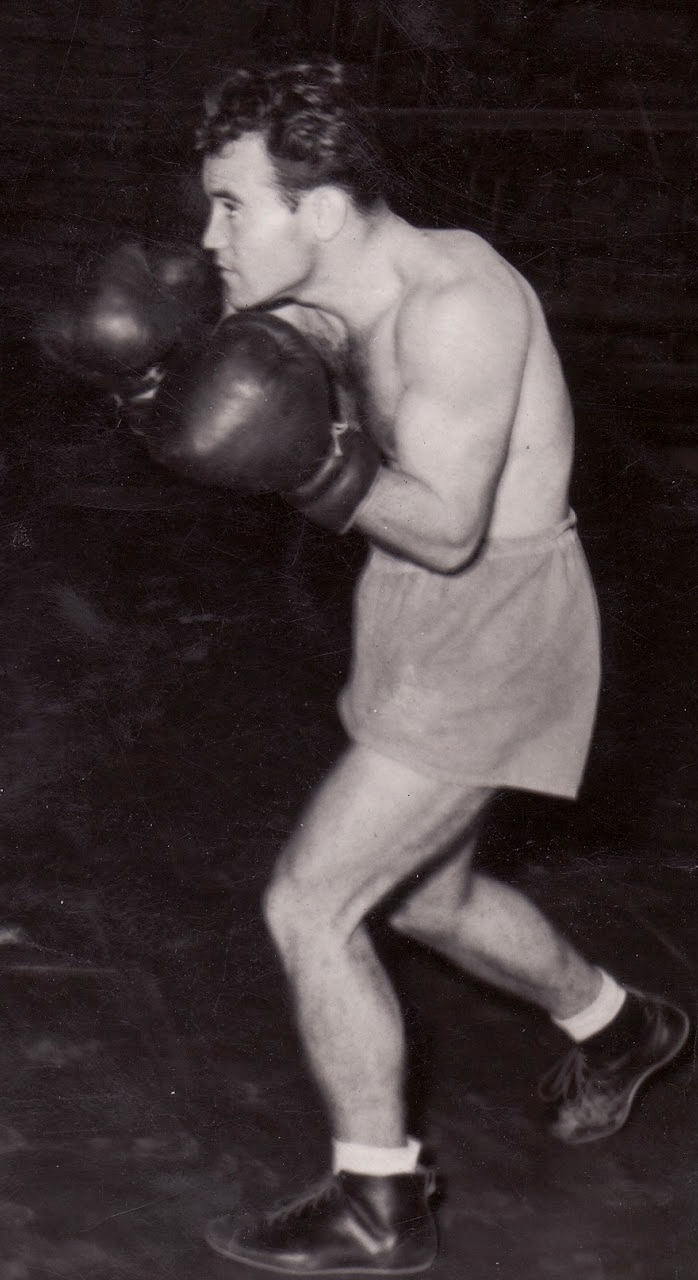
Mircea Dobrescu (ca. 1950er Jahre)

Mircea Dobrescu (* 5. September 1930 in Buzău; † 6. August 2015) war ein rumänischer Boxer. Dobrescu war Silbermedaillengewinner der Europameisterschaften 1955 und 1957 und der Olympischen Spiele 1956.

## Karriere
1952 startete Dobrescu erstmals bei den Olympischen Spielen. Nach Siegen im Fliegengewicht (bis 51 kg) über Yoshitaro Nagata, Japan (2:1), und Roland Johansson, Schweden (3:0), schied er im Viertelfinale gegen den späteren Olympiasieger Nathan Brooks, USA (2:1), aus.
Bei den Europameisterschaften 1953 schied Dobrescu bereits in der Vorrunde gegen Edgar Basel, Deutschland (3:0), aus. Besser lief es dagegen bei den Europameisterschaften 1955, bei denen er nach einem Halbfinalsieg über Wolfgang Behrendt, DDR, im Finale wieder auf Basel traf und ihm erneut unterlag. 1956 erreichte Dobrescu nach Siegen über Federico Bonus, Philippinen, Ray Perez, USA, und Johnny Caldwell, Irland, das Finale der Olympischen Spiele. In diesem traf er auf Terry Spinks, Großbritannien, dem er nach Punkten unterlag.
1957 erreichte Dobrescu zum zweiten Mal das Finale der Europameisterschaften. Nachdem er im Halbfinale gegen René Libeer, Frankreich (4:1), gewonnen hatte, verlor er gegen Manfred Homberg, Deutschland (4:1). Im selben Jahr gewann er die Weltfestspiele der Jugend und Studenten in Moskau. Bei den Europameisterschaften 1959 schied Dobrescu bereits im Viertelfinale gegen Wladimir Stolnikow, Sowjetunion (3:2), aus. Im Jahr darauf gewann er die Balkanmeisterschaften und nahm zum dritten Mal an den Olympischen Spielen teil. Nach Siegen über Jose Neves Martins, Brasilien (5:0), und Paul Chervet, Schweiz (KO 1.), schied er jedoch auch hier bereits im Viertelfinale gegen Kiyoshi Tanabe, Japan (4:1), aus.
Nachdem Dobrescu 1961 bei den Europameisterschaften wiederum im Viertelfinale gegen Stolnikow ausgeschieden war, beendete er seine Karriere.

## Quelle
- Mircea Dobrescu in der Datenbank von Olympedia.org (englisch)
- Amateur Boxing Results

| Personendaten    | Personendaten     |
| ---------------- | ----------------- |
| NAME             | Dobrescu, Mircea  |
| KURZBESCHREIBUNG | rumänischer Boxer |
| GEBURTSDATUM     | 5. September 1930 |
| GEBURTSORT       | Buzău             |
| STERBEDATUM      | 6. August 2015    |